# Valoración fotométrica
Se denomina valoración fotométrica al procedimiento por el cual se determina el punto final de una titulación, utilizando las medidas de absorbancia a una longitud de onda fija.
Para simplificar la técnica, se selecciona una longitud de onda donde solamente uno de los componentes de la muestra, absorba.

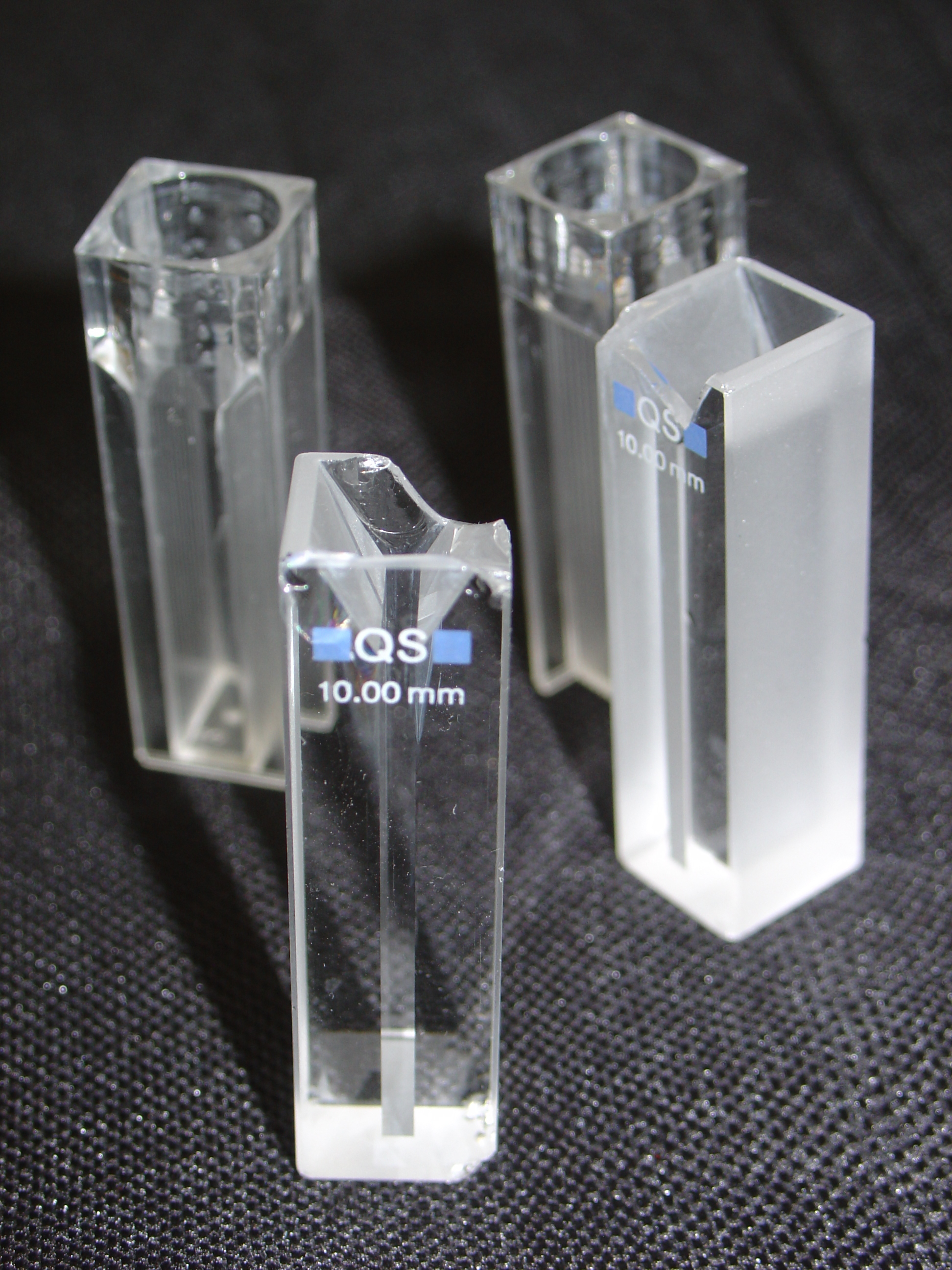
Cubetas donde se coloca la solución, para análisis fotométrico.

## Técnica
Para realizar el análisis cuantitativo de una muestra y determinar el punto final, es necesario que la reacción sea completa y que se visualice la presencia de color. La absorbancia del reactivo es proporcional a la concentración de la sustancia a analizar.
Los iones de los metales de transición, son utilizados en este proceso como reactivos, dado que permiten determinar especies que presentan absorbancia.
Es importante elegir una longitud de onda que presente un pico de absorción, de manera de obtener medidas de absorbancia de mayor sensibilidad.
Durante el desarrollo de la técnica, el reactivo activo absorbe la luz a medida que se agrega gota a gota el reactivo valorante a la solución. Previo al punto final el valor de la absorbancia es cercano a cero, pero una vez que se alcanza (y se supera) este punto, la absorbancia aumenta con el volumen.
Existen factores que influyen en los resultados de la valoración fotométrica. Ellos son, el pH de la solución, la naturaleza del solvente, temperatura y concentración de electrolitos.

## Aplicaciones

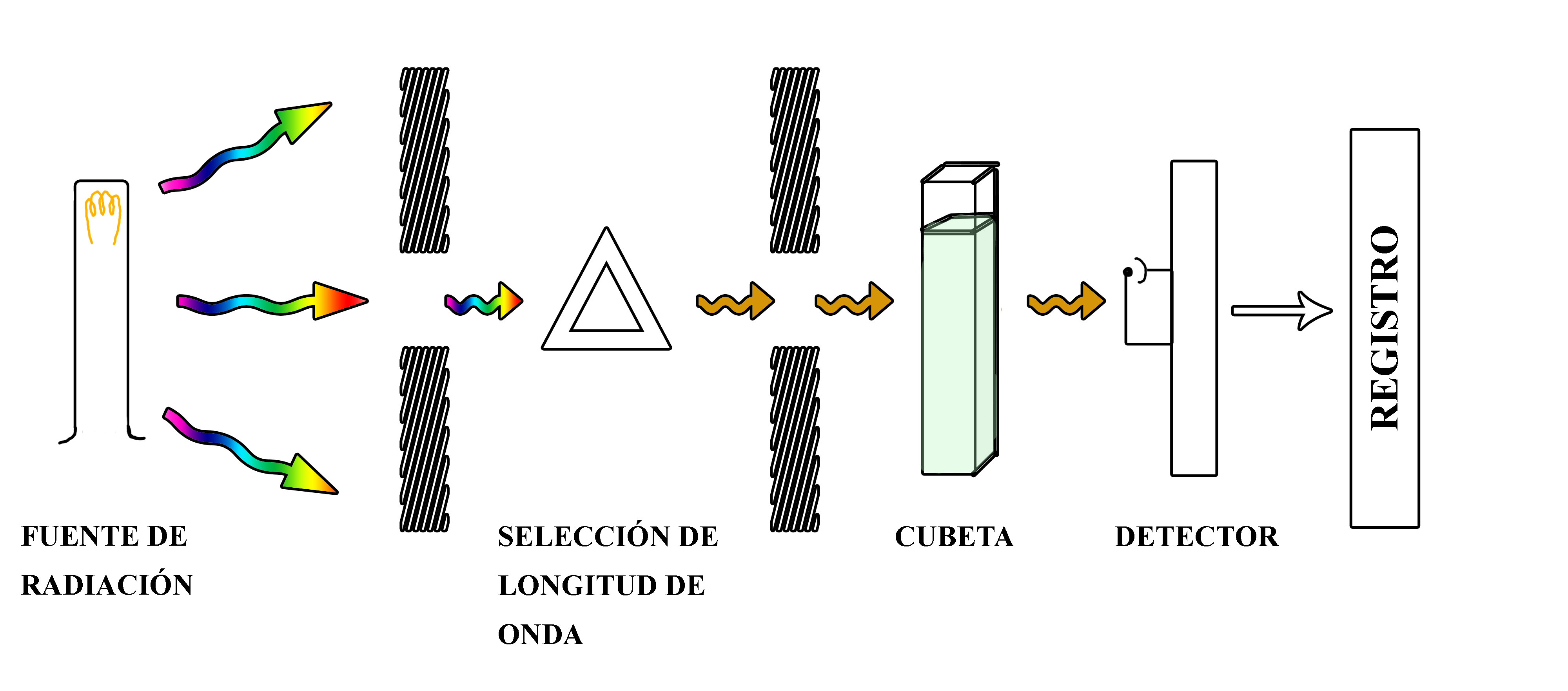
Componentes de un espectofotometro

Se utiliza para valorar vitaminas ( A, C y D), dado que en la zona ultravioleta presentan un máximo de absorbancia. Como las vitaminas suelen estar disueltas en aceite, previo a la realización del análisis, éste debe saponificarse y eliminar el residuo con bencina para evitar interferencias, ocasionadas por la absorción propia del aceite.
Asimismo, la valoración fotométrica es empleada para determinar la presencia de ácido ascórbico y porfirinas en muestras de  suero y orina. En casos de intoxicación por monóxido de carbono, la técnica es ampliamente usada para detectar la formación de carboxihemoglobina en sangre.